# M5Stack
M5Stack（エムファイブスタック）は、中国深圳に拠点を持つスタートアップ企業。かつ、同社の代表製品の小型のマイコンモジュールである。

## 概要
商品としての、M5Stackは、無線、ディスプレー、操作ボタンなどのプロトタイプ開発に必要な機能をあらかじめ備えた小型コンピュータ。Arduino IDEやMicroPythonといった開発言語に対応している。

## シリーズ
- M5Stack Basic
- M5Stack Gray
- M5Stack Face
- M5Stack Fire
- M5GO
- M5Stick C
- M5Stick V
- Unit V
- M5Camera

## 開発環境
- Arduino IDE
- M5Flow

## 文献
- 「M5Stack」ではじめる電子工作 2019年 4月30日発売 ISBN 9784777520787